# Larva (Zeichentrickserie)
Larva (Englisch für Larve) ist eine südkoreanische Zeichentrickserie, die für den dortigen TV-Sender KBS produziert wird, in mehr als 40 Länder verkauft wurde und darüber hinaus durch entsprechende Videos auf YouTube international Bekanntheit erlangte (teilweise mehr als 10 Millionen Aufrufe). Die Serie handelt von zwei befreundeten Larven, die nicht sprechen können und auf humorvolle und teils gehässige Art und Weise verschiedene Abenteuer durchleben.
Seit 2018 strahlt der Internet-Streamining-Anbieter Netflix ein Spin-off namens Larva Island aus, das ebenfalls von TUBAn produziert wird.

## Figuren

### Rote Larve
Die rote Larve ist etwa halb so groß wie die gelbe Larve und von Natur aus mitunter gierig und gemein. So ärgert sie die gelbe Larve häufig, wobei sie sich dadurch nicht selten selbst schadet. Die Spezialität der roten Larve ist es, im Stil von Bruce Lee zu schreien und zu treten.

### Gelbe Larve
Die gelbe Larve ist etwa doppelt so groß wie die rote Larve und von gutmütiger und eher ruhiger Natur, es sei denn, es geht um das Essen. Die gelbe Larve wird oft von der roten Larve ausgenutzt, was der Freundschaft jedoch letztlich keinen Abbruch tut.

## Staffeln
Seit 2011 wurden sechs Staffeln produziert:
1. Grate (2011)
2. House (2013)
3. New York (2014)
4. Larva Island (2018)[4]
5. Larva Family (2023)[5]
6. Larva in Mars (2024)[6]